# Milchleistungsprüfung

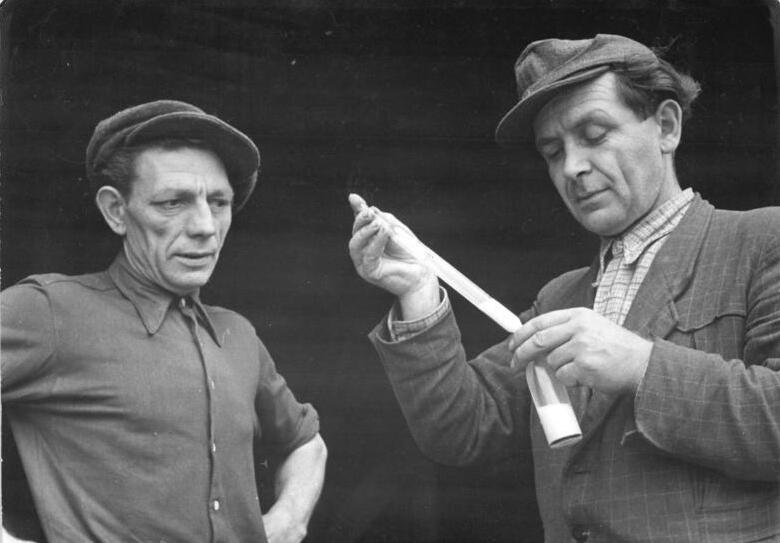
Milchkontrolle 1952

Die Milchleistungsprüfung (MLP) dient der Kontrolle der Leistung von milchgebenden landwirtschaftlichen Nutztieren. Erfasst werden die Milchmenge und die beiden wirtschaftlich wichtigsten Milchinhaltsstoffe Fett und Eiweiß.
Die Bestimmung des Gehaltes an Milchharnstoff, Laktose und Zellzahl wird in der Milchleistungsprüfung der meisten Landeskontrollverbände ebenfalls routinemäßig durchgeführt.

## Geschichte
1884 begann die Allgäuer Herdebuchgesellschaft mit der MLP, drei Jahre später gab es in Schleswig-Holstein erste unabhängige regionale MLP-Vereine. Ab 1920 schlossen sich die Kreisvereine zu Kontrollvereinen zusammen, die bäuerliche Selbstverwaltung gewann an Bedeutung und die Deutsche Landwirtschafts-Gesellschaft (DLG) unterstützte die Kontrollvereine. 1935 wurde die Pflichtmilchkontrolle unter Aufsicht des Reichsnährstands eingeführt. 1946 erfolgte ein Wiederaufbau der Kontrollvereine auf freiwilliger Grundlage und 1948 richtete die Arbeitsgemeinschaft Deutscher Rinderzüchter (ADR) einen Arbeitsausschuss für die MLP ein.
1950 veröffentlichte die ADR Grundregeln zur Durchführung der MLP und 1951 wurde im Rahmen der FAO ein europäisches Komitee für die MLP gegründet, das 1970 in Internationales Komitee zur Ermittlung der Wirtschaftlichkeit von Milchtieren (IKWEM) umbenannt wurde. 1989 wurde das IKWEM in das Internationale Komitee für Leistungsprüfungen in der Tierzucht (IKLT) (bzw. International Committee for animal recording (ICAR)) eingegliedert.

## Ziele
Unmittelbare Ziele sind:
- Markttransparenz und Gewinnung agrarstatistischer Daten
- Verbesserung des betrieblichen Managements und
- Verbesserung des Zuchtfortschritts

Mittelbare Ziele sind:
- Stärkung der internationalen Wettbewerbsfähigkeit und
- Verbesserung der nationalen Versorgungslage

Die Teilnahme an der MLP ist in Deutschland Voraussetzung für die Herdbuchzucht und die Ausbildungsberechtigung.

## Methoden
Das ICAR hat ein Abkommen zur Durchführung der MLP beschlossen, dem sich u. a. die Arbeitsgemeinschaft Deutscher Rinderzüchter (ADR) angeschlossen hat. Darin ist festgelegt, welche Mindestanforderungen zur Gewährleistung einer zufriedenstellenden MLP erfüllt werden müssen: Alle Tiere eines Bestandes sind zu prüfen und möglichst viele Umweltfaktoren (Deckdatum, Kalbetermin, Fütterung...) zu erfassen. Weiterhin sind Bestimmungen über die Ermittlung von Milchmenge und Milchinhaltsstoffen und die Berechnung der Jahres- oder Laktationsleistung (305-Tageleistung) niedergelegt. Ferner müssen lokale Organisationen von den nationalen anerkannt sein.
Sind die Bedingungen des Abkommens erfüllt, erhält die nationale Organisation, also z. B. die ADR, ein Siegel, das sie zur Durchführung der MLP berechtigt. Genaue Richtlinien zur Durchführung können von den nationalen Organisationen erlassen werden.
Die MLP kann in verschiedenen Zeitabständen erfolgen; überwiegend wird einmal im Monat geprüft. Die Anzahl der Kontrollen pro Jahr (8 bis 26) und die Prüfungsdauer (ein Tag oder einmal morgens, beim nächsten mal abends) können ebenfalls unterschiedlich sein.
Das hat alles einen Einfluss auf die Schätzung des Zuchtwertes eines Tieres.

## Kosten und Finanzierung
In Deutschland entfallen 75 % der Kosten auf das Personal. Dabei gibt es neben- und hauptberufliche Probennehmer, das Verhältnis beträgt etwa 3:1. Die Datenverarbeitung und die Reisekosten sind die nächstgrößeren Kostenblöcke. Je Kuh wurden 2004 ca. 25 bis 30 € pro Jahr veranschlagt. Alle Teilnehmer, die Besamungs- und Herdbuchorganisationen sowie die milchliefernden Landwirte (nach § 22 des Milch- und Fettgesetzes 0,1 c/Liter) tragen die Kosten der MLP. Aufgrund des Gesetzes zur Verbesserung der Agrarstruktur und des Küstenschutzes können die Bundesländer 40 % Zuschuss gewähren und dann kann der Bund weitere 60 % Zuschuss geben. Die Bundesländer finanzieren die MLP unterschiedlich. Bayern erstattet dem Landwirt einen konstanten Betrag für die Teilnahme an der MLP und einen von der Größe des Tierbestandes abhängigen Förderungsbetrag. Schleswig-Holstein hingegen gewährte bis 2002 einen konstanten Förderungsbetrag je Kuh, jedoch keinen von der Tierzahl abhängigen Teilnehmerbetrag. In Bayern sind die Kuhbestände im Durchschnitt kleiner und die MLP daher teurer, deshalb hat Bayern die beschriebene Förderung gewählt.